# Listă de localități redenumite din Rusia
Aceasta este o listă de localități redenumite din Rusia.
- Alexandrovsk (1896) → Polyarny (1939)
- Alexeyevsk → Svobodnîi (1917)
- Almetyevo → Almetyevsk
- Astapovo → Lev Tolstoy (1918)
- Bashanta → Gorodovikovsk (1971)
- Biryuch → Budyonny → Krasnogvardeyskoye → Biryuch (2007)
- Chembar → Belinsky (1948)
- Cranz → Zelenogradsk (1946)
- Esutoru → Uglegorsk (1946)
- Heiliegenbeil → Mamonovo
- Heinrichswalde → Slavsk
- Izhma → Sosnogorsk
- Kaliningrad → Korolyov sau Korolev (iulie 1996)
- Kremlyov → Sarov
- Kukarka → Sovetsk (1997)
- Labinskaya → Labinsk
- Laptevo  → Yasnogorsk
- Mechetnaya → Nikolajevsk (1835) → Pugaciov (1918)
- Melekess → Dimitrovgrad (1972)
- Nevdubstroy → Kirovsk
- Nijni Novgorod → Gorki (1932) → Nijni Novgorod (1990)
- Novgorod → Veliky Novgorod (1998)
- Rogozhi → Bogorodsk (1781) → Noginsk (1930)
- Semyonovka → Arseniev (1952)
- Syana → Kurilsk
- Tyndinsky → Tynda
- Udinsk → Verhneudinsk → Ulan-Ude
- Velikoknyazheskaya → Proletarskaya → Proletarsk
- Zavolzhye → Zavolzhsk
- Zavoyko → Yelizovo
- Zernovoy → Zernograd
- Zhdanovsk → Zapolyarny
- Zimmerbude → Svetly